# Nick Smith Jr.
Nicholas "Nick" Smith Jr. (Jacksonville, Arkansas; 18 de abril de 2004) es un baloncestista estadounidense que pertenece a la plantilla de los Charlotte Hornets de la NBA. Con 1,88 metros de estatura, juega en la posición de escolta.

## Trayectoria deportiva

### Universidad
Tras participar en su etapa de instituto en los prestigiosos McDonald's All-American Game, Jordan Brand Classic  y Nike Hoop Summit, jugó una temporada con los Razorbacks de la Universidad de Arkansas, en la que promedió 12,5 puntos, 1,6 rebotes y 1,7 asistencias por partido. El 23 de marzo de 2023 anunció que se presentaría al draft de la NBA, renunciando así al resto de su carrera universitaria.

#### Estadísticas
| Año     | Equipo   | PJ | PT | MPP  | %TC  | %3P  | %TL  | RPP | APP | ROB | TPP | PPP  |
| ------- | -------- | -- | -- | ---- | ---- | ---- | ---- | --- | --- | --- | --- | ---- |
| 2022–23 | Arkansas | 17 | 14 | 25.8 | .376 | .338 | .740 | 1.6 | 1.7 | .8  | .1  | 12.5 |
| Total   | Total    | 17 | 14 | 25.8 | .376 | .338 | .740 | 1.6 | 1.7 | .8  | .1  | 12.5 |

### Profesional
Fue elegido en la vigesimoséptima posición del Draft de la NBA de 2023 por los Charlotte Hornets. Acabó su primera temporada en la liga promediando 5,9 puntos, 1,4 rebotes y 1,2 asistencias por partido.

## Estadísticas de su carrera en la NBA

### Temporada regular
| Año     | Equipo    | PJ  | PT | MPP  | %TC  | %3P  | %TL  | RPP | APP | ROB | TPP | PPP |
| ------- | --------- | --- | -- | ---- | ---- | ---- | ---- | --- | --- | --- | --- | --- |
| 2023-24 | Charlotte | 51  | 0  | 14.3 | .391 | .432 | .867 | 1.4 | 1.2 | .2  | .1  | 5.9 |
| 2024-25 | Charlotte | 60  | 27 | 22.8 | .391 | .340 | .935 | 2.1 | 2.4 | .3  | .1  | 9.9 |
| Total   | Total     | 111 | 27 | 18.9 | .391 | .369 | .918 | 1.8 | 1.8 | .2  | .1  | 8.0 |